# Lego DC Super-Villains
Lego DC Super-Villains — компьютерная игра 2018 года, разработанная Traveller's Tales и изданная Warner Bros. Games для Windows, Xbox One, PlayStation 4 и Nintendo Switch. Игра является частью трилогии Lego Batman и четвёртой Lego-игрой по вселенной DC. Игра вышла в Северной Америке 16 октября 2018 года, а в остальном мире — 19 октября 2018 года. Была анонсирована 30 мая 2018 года. Версия игры для macOS от Feral Interactive вышла 30 июля 2019 года.

## Игровой процесс
Lego DC Super-Villains является первой игрой серии Lego, которая полностью фокусируется на злодеях вселенной DC. В отличие от предыдущих игр, в Super-Villians игрок может создать своего персонажа, который будет интегрирован в сюжет игры. Игра поддерживает кооперативный режим для двух игроков.

## Сюжет
Лига Справедливости исчезла, оставив защиту Земли своим коллегам из параллельной вселенной — «Преступному Синдикату», новой странной группы супер-героев-подражателей с неясными намерениями. Супер-злодеи прибегают к различным трюкам, чтобы помешать Синдикату.

## Отзывы критиков
| Сводный рейтинг | Сводный рейтинг                                    |
| Агрегатор       | Оценка                                             |
| --------------- | -------------------------------------------------- |
| GameRankings    | 75,59 %                                            |
| Metacritic      | (PC) 76/100 (PS4) 74/100 (XONE) 72/100 (NS) 75/100 |

Lego DC Super-Villains в целом получила преимущественно положительные отзывы, согласно агрегатору рецензий Metacritic.